# Фантастичний детектив
Фантастичний детектив — жанр фантастичної літератури, для якого характерним є використання сюжетних елементів детективної літератури (розслідування злочину, діяльність сищика) у творах наукової фантастики, фентезі та фантастики жахів.  Дія може відбуватися в майбутньому, альтернативному сьогоденні або минулому, повністю вигаданому світі. Особливістю фантастичного детективу є подвійна логіка у творах (детективна і фантастична) і подвійна роль героїв (слідчих і вчених). 
Браєн Стейблфорд виділяє в якості окремого піджанру фантастичної літератури «окультні детективні історії», що знаходяться на стику хоррору, детективу і фентезі.   Серед провідних авторів цього напрямку він називає Елджернона Блеквуда і Вільяма Годжсона . Розповіді в цьому жанрі писали і деякі відомі діячі окультизму, наприклад, Алістер Кроулі і Діон Форчун. В наші дні популярний «вампірський» варіант цього піджанру, серед представників якого — Лорел Гамільтон і Таня Хафф. 

## Напрямки

### Науково-фантастичний детектив
Твори на стику наукової фантастики та детективу.
Великий внесок у становлення цього напрямку вніс Айзек Азімов: так А. Е. Мерч (англ. Alma Elizabeth Murch) у книзі 1968 року «Розвиток детективного роману» (англ. «The Development of the Detective Novel») писала: «Лише два автора досягли помітного успіху в поєднанні наукової фантастики з детективом: Фредрік Браун і Айзек Азімов. Їх роботи привернули увагу читачів на обох берегах Атлантики і цілком можуть породити справжню моду на подібне змішання жанрів».
- Станіслав Лем, «Розслідування», «Дізнання»
- Ерік Френк Расселл, «Буденна робота», «Оса»
- Хольм ван Зайчик, цикл «Поганих людей немає»
- Кир Буличов, цикл «Інтергалактична поліція» («Інтергпол»)
- Айзек Азімов, цикли «Лаккі Старр — космічний рейнджер», «Детектив Елайдж Бейлі і робот Деніел Оліво»
- Сергій Лук'яненко, «Геном»
- Джон Браннер, «Квадрати шахового міста» (англ. The Squares of the City)
- Брати Стругацькі, «Готель «У Загиблого Альпініста»»

### Фентезійний детектив
Твори на стику фентезі і детективу
- Ґлен Кук, цикл фентезі-детективів про сищика Гарета
- Рендалл Гаррет, цикл фентезі-детективів про сищика лорда Дарсі
- Мартін Скотт, цикл фентезі-детективів про сищика Фраксе
- Борис Акунін, «Дитяча книга»
- Даніель Клугер, цикл фентезі-детективів «Справи магічні»
- Роберт Гайнлайн, «Неприємна професія Джонатана Гоуґа».
- Макс Фрай, цикл фентезі-детективів «Лабіринти Ехо».
- Анета Ядовська, цикл творів про Дору Вільк — польську відьму-поліціянтку.

### Детективні жахіття
Твори на стику детективу і фантастики жахів 
- Едгар Аллан По — «Вбивства на вулиці Морг»
- Томас Гарріс — «Мовчання ягнят»

## Фантастичний детектив у СРСР
Історії фантастичного детективу в Радянському Союзі присвячено п'яту главу другої частини дослідження радянської і пострадянської детективної літератури саратовського журналіста В. М. Разіна, опублікованого в інтернеті у 2000 році. 
Як він зазначає, вперше словосполучення «фантастичний детектив» зустрічається в 1973 році в післямові до роману Аріадни Громової та Рафаїла Нудельмана «В інституті часу йде розслідування».  У 1988 році видавництво «Мир» в рамках серії «Зарубіжна фантастика» випустило збірник «Ніч, яка вмирає», що складається з науково-фантастичних творів у жанрі детективу. У 1990 році в Мінську був виданий збірник «Оголене сонце», теж присвячений закордонному фантастичного детективу.